# Dardo Pérez Guilhou
Dardo Pérez Guilhou (Mendoza, 9 de enero de 1926-Ibid., 30 de julio de 2012) fue un docente y constitucionalista argentino.  Entre 1969 y 1970 estuvo a cargo del Ministerio de Educación durante la presidencia de facto de Juan Carlos Onganía.

## Biografía
En 1949 se graduó como abogado en la Universidad Nacional de La Plata. En 1960 obtuvo el doctorado en Derecho expedido por la Universidad de Sevilla.
En 1961 fue nombrado profesor titular de "Historia de las Ideas Políticas" y "Derecho Constitucional" en la Facultad de Ciencias Jurídicas y Sociales de la Universidad de Mendoza. En 1963 obtuvo por concurso el cargo de profesor titular de "Derecho Constitucional Argentino" en la Facultad de Ciencias Políticas y Sociales de la Universidad Nacional de Cuyo, casa de altos estudios de la que fue rector entre 1967 y 1969. En junio de ese último año fue designado ministro de Educación de la Nación, desempeñándose hasta el mismo mes del año siguiente. Fue miembro titular de la Academia Nacional de la Historia de la República Argentina.
En 1980 publicó la obra Emilio Civit en la argentina del Ochenta al Centenario (Editorial Sudamericana).